# 沃什库特
沃什库特，是匈牙利南部巴奇-基什孔州所辖的一个村，总面积71.49平方公里，总人口3654，人口密度51人/平方公里（2002年）。地理坐标为46.1167°N 18.9833°E。